# AnimeJapan
O AnimeJapan é um evento de anime japonês que foi realizado pela primeira vez no centro de exposições Tokyo Big Sight, em Tóquio, em março de 2014. Foi criado a partir da fusão da Tokyo International Anime Fair com a Anime Contents Expo. É organizado pelo Comitê Executivo do AnimeJapan, com o apoio da Associação de Animações Japonesas e da Associação dos Editores de Manga.

## Comitê Executivo do AnimeJapan
O Comitê Executivo AnimeJapan é composto pelas 19 empresas a seguir.
- Animar
- Aniplex
- Bandai Namco Arts
- Frontier Works
- Kadokawa Corporation
- King Records
- Marvelous
- NBCUniversal Entertainment Japan
- Nihon Ad Systems
- Nippon Animation
- Pierrot
- Pony Canyon
- Production I.G
- Satelight
- Shogakukan-Shueisha Productions
- Sunrise
- Tezuka Productions
- Toei Animation
- TMS Entertainment

## Histórico de eventos
| Encontro                 | Comparecimento | Expositores | Localização             |
| ------------------------ | -------------- | ----------- | ----------------------- |
| 22-23 de março de 2014   | 111.252        | +100        | Tokyo Big Sight, Tokyo  |
| 20-22 de março de 2015   | 121.540        | +100        | Tokyo Big Sight, Tóquio |
| 25-27 de março de 2016   | 135.323        | +100        | Tokyo Big Sight, Tóquio |
| 23-26 de março de 2017   | 145.453        | +100        | Tokyo Big Sight, Tóquio |
| 22 a 25 de março de 2018 | 152,331        | +100        | Tokyo Big Sight, Tóquio |
| 23-26 de março de 2019   | TBD            | TBD         | Tokyo Big Sight, Tóquio |
| 21-24 de março de 2020   | Cancelado      | Cancelado   | Cancelado               |